# Karang Endah (Batu Raja Barat)
Karang Endah is een bestuurslaag in het regentschap Ogan Komering Ulu van de provincie Zuid-Sumatra, Indonesië. Karang Endah telt 540 inwoners (volkstelling 2010).